# Albano von Jacobi

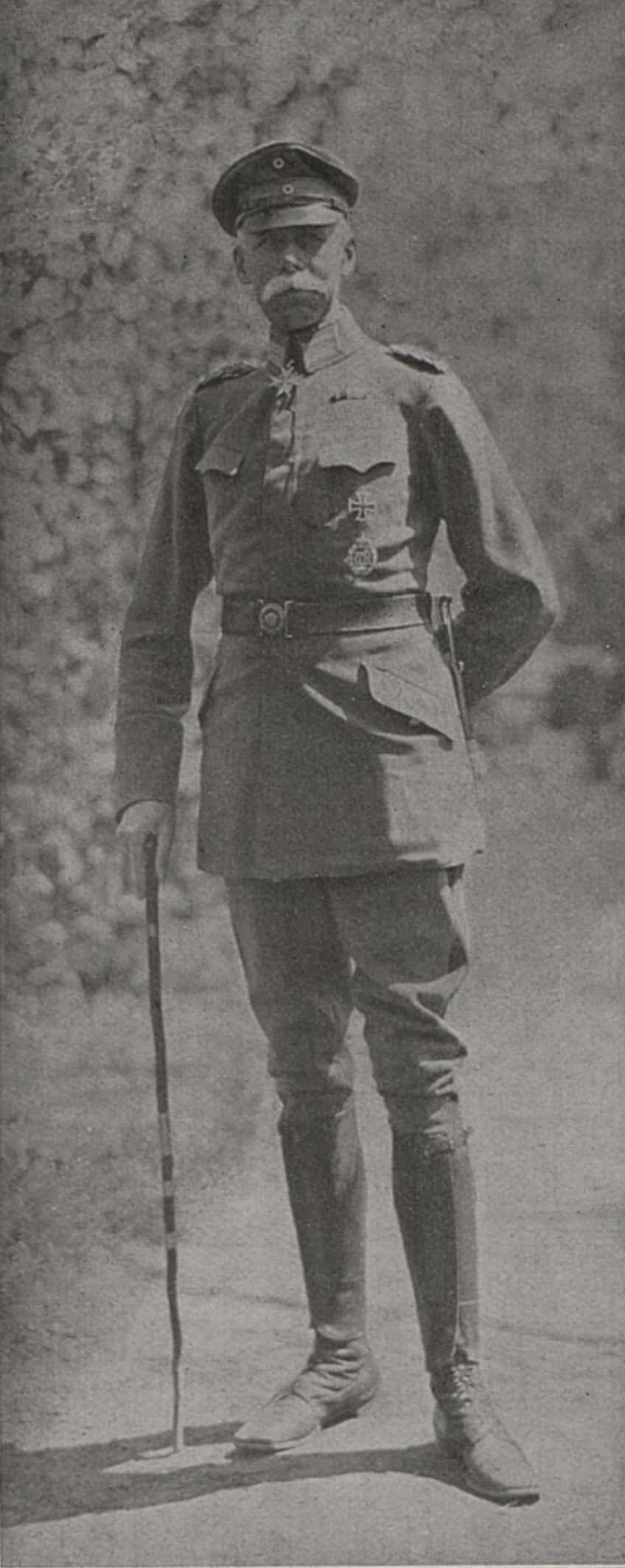
v. Jacobi ca. 1917

Friedrich Wilhelm Ludwig Albano von Jacobi (* 16. Oktober 1854 in Köln; † 23. Mai 1919 in Stralsund) war ein preußischer General der Infanterie. Er bekleidete unter anderem Stellungen als Militärattaché und Generaladjutant von Kaiser Wilhelm II. und war Gutsbesitzer auf Rügen.

## Leben
Albano war Nachfahre einer bürgerlichen Familie aus Westfalen, die in den Vorgenerationen den bayrischen Adelsstand mit der Titulatur Ritter von erhielt. Er war der Sohn des späteren preußischen Generals der Infanterie und 1861 nun auch für Preußen nobilitierten Georg Albano von Jacobi (1805–1874) und dessen Ehefrau Ernestine Karoline Elisabeth, geborene von Bohlen (1820–1899). Ernestine Karoline Elisabeth von Jacobi war die Tochter des Leutnant a. D. Hermann von Bohlen-Poppelvitz und der Wilhelmine von Ferber-Thurow.

### Militärkarriere
Jacobi besuchte Gymnasien in Berlin, Breslau und Posen und studierte zunächst einige Semester an der Kaiser-Wilhelms-Universität, wo er im Corps Palatia Straßburg aktiv wurde. Das Korps ernannte ihn später zum Ehrenmitglied.
Am 2. April 1874 trat er als Fahnenjunker in das 1. Garde-Regiment zu Fuß in Potsdam ein, wo er am 11. März 1875 zum Sekondeleutnant befördert wurde. 1877 wurde Jacobi zum persönlichen Adjutanten des Prinzen Wilhelm von Preußen, dem späteren Kaiser Wilhelm II. kommandiert. Als der Prinz zum Studieren nach Bonn ging, bezog er zusammen mit Jacobi einen Haushalt in der Villa Frank. In den folgenden Jahren hielt sich Jacobi ständig in der Nähe des Prinzen auf, als dessen untrennbarer Begleiter er galt und mit dem er in gleicher Weise an studentischen Kneipen und Kommersen wie an Staatsempfängen am Berliner Hof und am Hof der Königin Viktoria, der Großmutter des Prinzen, in London teilnahm. Zeugnisse für diese Zeit beschreiben Jacobi als humorvoll und stets gut gelaunt, wenn auch als geistig „etwas schlicht“.
1879 gehörte Jacobi zudem neben dem Kronprinzen zu den vier Offizieren, die Ehrenwache am Sarg des Prinzen Waldemar, des jüngeren Bruders des Kaisers standen. Aufgrund seines unvorteilhaften Aussehens und seiner ausgeprägten Schlaksigkeit wurde Jacobi von der englischstämmigen Mutter des Prinzen, Prinzessin Viktoria, der Gemahlin des Kronprinzen Friedrich, als „Jakobi longshanks“ bezeichnet.
Am 17. Februar 1885 wurde Jacobi zum Premierleutnant befördert. Nach der Thronbesteigung Wilhelms im Sommer 1888 entsandte der neue Kaiser Jacobi zusammen mit Hugo von Winterfeld als Emissär nach London, um der Königin Viktoria die offizielle Mitteilung von seinem Regierungsantritt zu überbringen. 1888/89 war er zum Großen Generalstab kommandiert. 1889 wurde er als Adjutant zur 21. Infanterie-Brigade kommandiert und am 2. September 1889 zum Hauptmann befördert. 1892 wurde er diensttuender Flügeladjutant des Kaisers und am 14. September 1893 zum Major befördert.
Am 24. Oktober 1895 wurde er als Militärattaché an die deutsche Botschaft in Rom entsandt, wo Jacobi in den folgenden Jahren die Pflege der militärischen Beziehungen des Deutschen Reiches zum Königreich Italien übernahm. Dort wurde er am 27. Januar 1899 zum Oberstleutnant befördert. Im November 1899 kehrte er dann wieder in seine Funktion als Flügeladjutant des Kaisers nach Deutschland zurück. Mit Wirkung zum 25. Juni 1900 versetzte man ihn als Abteilungschef in den Großen Generalstab. Am 18. Mai 1901 wurde er Oberst und Kommandeur des Füsilier-Regiments „von Gersdorff“ (Kurhessisches) Nr. 80 in Wiesbaden. Dieses Kommando führte Jacobi bis zu seiner Versetzung nach Frankfurt (Oder) als Kommandeur der 9. Infanterie-Brigade am 22. April 1905. Zeitgleich mit der Beförderung zum Generalmajor am 19. Dezember 1905 wurde er als General à la suite des Kaisers gestellt und zum Militärbevollmächtigten des Reiches am Hof des russischen Zaren in Sankt Petersburg ernannt. Dort wurde er am 2. Mai 1908 Generalleutnant. Nach seiner Abberufung ernannte man ihn am 10. September 1908 zum Präses der General-Ordens-Kommission. In dieser Funktion erhielt Jacobi am 13. September 1912 seine Beförderung zum General der Infanterie.

### Erster Weltkrieg
Mit der Mobilmachung bei Ausbruch des Ersten Weltkriegs erhielt Jacobi zunächst kein aktives Kommando, da er seit langen Jahren kein Truppenkommando mehr geführt hatte. Erst am 14. Oktober 1914 ernannte ihn Wilhelm II. zum Kommandeur der 33. Landwehr-Infanterie-Brigade an der Ostfront. Mit dieser nahm er bei der 8. Armee an den Kämpfen bei Grajewo-Wizajny teil. Am 17. Dezember 1914 übertrug man ihm dann das Kommando über die 1. Landwehr-Division. Während der Winterschlacht in Masuren konnte er sich besonders auszeichnen und ging dann in den Stellungskrieg über. Während Narew-Bobr-Schlacht erzwang die Division nach achttägigen Kämpfen den Übergang über den Narew und eroberte dann Lomza. Nach den Kämpfen bei Bialystok Ende August, konnte das Fort IV und Grodno eingenommen und die russischen Streitkräfte bis an die Beresina zurückgedrängt werden. Bei der 12. Armee nahm die Division dann an den Stellungskämpfen in den Pripet-Sümpfen teil. Während Jacobi im Feld stand, wurde er am 27. Januar 1916 zum Generaladjutanten des Kaisers ernannt.
Die Division wechselte im Februar 1916 zur Heeresgruppe Linsingen über, wo sie im Sommer des Jahres schwere russische Angriffe am Stochod abwehrte. Am 3. April 1917 gelang Jacobi mit seiner Division und der Unterstützung weiterer Verbände die Eroberung des Brückenkopfes von Toboly. Dabei wurden 10.000 Kriegsgefangene eingebracht und die Russen verloren die letzte Stellung auf dem linken Stochodufer. Für diese Leistung wurde Jacobi am 12. April 1917 die höchste preußische Tapferkeitsauszeichnung, der Orden Pour le Mérite verliehen.
Nach dem Waffenstillstand im Osten wurde die Division Mitte Februar 1918 an die Westfront verlegt und beteiligte sich hier bei der 4. Armee an den Stellungskämpfen in Flandern. Zuletzt war die Division unter Führung von Jacobi bei der 5. Armee an den Abwehrkämpfen zwischen Maas und Beaumont beteiligt. Nach Kriegsende führte er seine Division in die Heimat zurück und reichte nach deren Demobilisierung seinen Abschied ein, der ihm am 2. Januar 1919 gewährt wurde.

## Familie
Albano von Jacobi heiratete am 29. April in Potsdam Jenny von Lücken (* 1867 in Venedien bei Bestendorf/Ostpreußen), Tochter der Franziska Helene Pauline Josephine Sophie Gräfin von Brühl und des Gutsbesitzer Ludwig von Lücken, deren Verwandte mit Pieverstorf und Godenswege einige Stammgüter in Mecklenburg leiten. Das Ehepaar hatte mehrere Kinder, drei Töchter und drei Söhne, alle in Potsdam geboren, die jüngste Tochter Adda kam in Rom zur Welt. Der älteste Sohn Albano starb gleich nach der Geburt 1887.

## Gutsherr
Gut Poppelvitz bei Zudar/Garz erbte der General von seiner Mutter, in der Ansprache des Zeitgeistes Frau Generalin, deren Familie mehrere Begüterungen im Kreis Rügen besaß. Ab etwa 1914 war Jacobi dann Gutsherr in Poppelvitz und einem Nebengut. Der 386 ha-Besitz war verpachtet.

## Auszeichnungen
- Pour le Mérite
- Roter Adlerorden I. Klasse mit Eichenlaub und Krone[11]
- Kronenorden I. Klasse[11]
- Komtur des Königlichen Hausordens von Hohenzollern[11]
- Preußisches Dienstauszeichnungskreuz[11]
- Ehrenkreuz III. Klasse des Fürstlichen Hausordens von Hohenzollern[11]
- Komtur II. Klasse des Ordens vom Zähringer Löwen[11]
- Komtur I. Klasse des Großherzoglich Hessischen Philipps-Ordens[11]
- Ritterkreuz des Ordens der Wendischen Krone[11]
- Offizier des Albrechts-Ordens[11]
- Komtur II. Klasse des Herzoglich Sachsen-Ernestinischen Hausordens[11]
- Ehrenkreuz von Schwarzburg II. Klasse[11]
- Ehrenkreuz des Ordens der Württembergischen Krone[11]
- Offizier des Belgischen Leopoldsordens[11]
- Großkreuz des Dannebrogordens[11]
- Komtur des Royal Victorian Order[11]
- Großkreuz des Ordens der Heiligen Mauritius und Lazarus[11]
- Großoffizier des Ordens der Krone von Italien[11]
- Großkreuz des Ordens der Eichenkrone[11]
- Offizier des Ordens von Oranien-Nassau[11]
- Komtur des ö.k. Leopold-Ordens[11]
- Orden der Eisernen Krone II. Klasse[11]
- Komtur des Franz-Joseph-Ordens[11]
- Ritterkreuz des Sterns von Rumänien[11]
- Russischer Orden der Heiligen Anna I. Klasse[11]
- Sankt-Stanislaus-Orden I. Klasse[11]
- Großkreuz des Schwertordens[11]
- Komtur des Takovo-Ordens[11]
- Komtur des Ordens der Siamesischen Krone[11]
- Eisernes Kreuz (1914) II. und I. Klasse